# Aliaporcellana taiwanensis
Aliaporcellana taiwanensis is een tienpotigensoort uit de familie van de Porcellanidae. De wetenschappelijke naam van de soort is voor het eerst geldig gepubliceerd in 2011 door Dong, Li & Chan.